# Margarida da Escócia, Delfina de França
Margarida da Escócia (em inglês:  Margaret Stewart ; Perth, 25 de dezembro de 1424 — Châlons-en-Champagne, 16 de agosto de 1445), era uma princesa da Escócia e a Delfina de França. Ela foi a primogênita do rei Jaime I da Escócia e da rainha Joana Beaufort.
Ela se casou com o filho mais velho do rei da França, Luís XI de França, aos onze anos. O casamento deles foi infeliz, e ela morreu sem filhos aos 20 anos, aparentemente com febre.

## Início de Vida
Nasceu em Perth, na Escócia, seus pais eram Jaime I da Escócia e Joana Beaufort, prima de Henrique V da Inglaterra. Margarida foi a primeira de seis filhas e filhos gêmeos nascidos de seus pais (seu irmão sobrevivente, Jaime, se tornaria Jaime II da Escócia aos seis anos de idade).

## Casamento

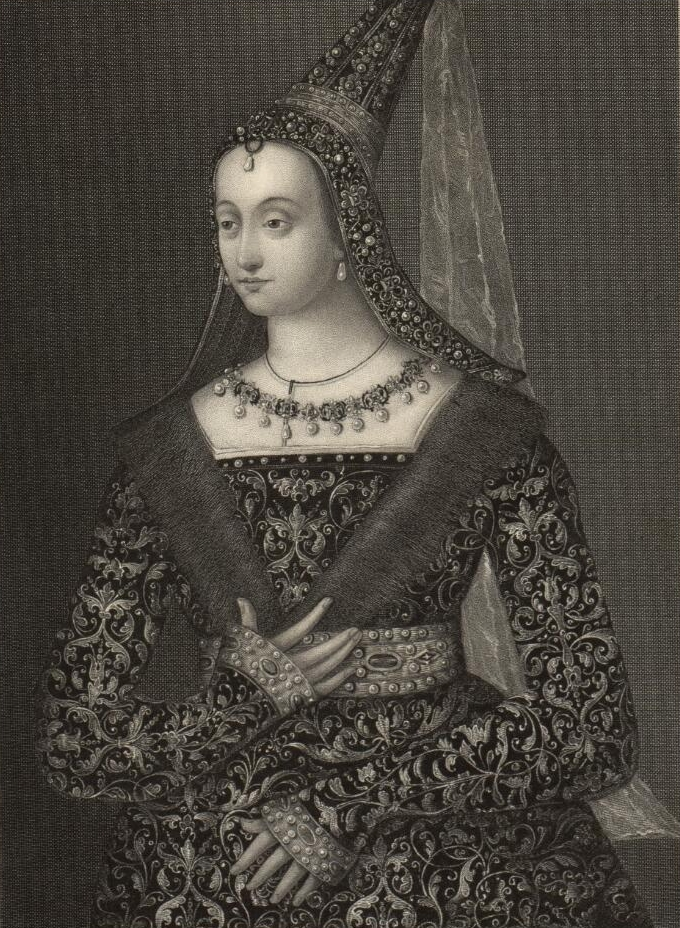
Margarida da Escócia, Delfina de França.

Para fazer uma aliança com a Escócia, Margarida então se casou com o filho de treze anos do rei francês Carlos VII, Luís, que não ajudou no relacionamento deles. No entanto, os casamentos reais no século XV sempre foram políticos. Não há relatos diretos de Luís ou Margarida sobre suas primeiras impressões um do outro, e é mera especulação dizer se eles realmente tiveram sentimentos negativos um pelo outro. Vários historiadores pensam que Luís tinha uma atitude predeterminada para odiar sua esposa porque ela era a escolha de noiva de seu pai. Mas é universalmente aceito que Luís entrou na cerimônia e no próprio casamento obedientemente, como evidenciado por seu abraço formal a Margarida quando se conheceram pessoalmente.
O casamento de Margarida e Luís mostra tanto a natureza da diplomacia real medieval quanto a posição precária da monarquia francesa. O casamento ocorreu em 24 de junho de 1436, à tarde, na capela do castelo de Tours e foi presidido pelo arcebispo de Reims. Pelos padrões da época, era um casamento muito simples. Luís, de treze anos, parecia claramente mais maduro que sua noiva, de onze. Margarida parecia uma linda "boneca", talvez porque fosse tratada como tal pelos sogros. Carlos usava "calça cinza de montaria" e "nem se preocupava em remover suas esporas". Os convidados escoceses foram rapidamente expulsos após a recepção do casamento. Isso foi visto como um escândalo pelos escoceses. O traje do rei Carlos e a velocidade com que os convidados foram levados foram considerados um insulto à Escócia, que era um importante aliado na guerra da França com os ingleses. No entanto, isso falava da natureza empobrecida da corte francesa naquele momento. Eles simplesmente não podiam pagar uma cerimônia extravagante ou hospedar seus convidados escoceses por mais tempo do que eles. 
Após a cerimônia, "os médicos desaconselharam" por causa da relativa imaturidade da noiva e do noivo. Margarida continuou seus estudos e Luís saiu em turnê com Carlos para áreas leais do reino. Mesmo nessa época, Carlos ficou surpreso com a inteligência e o temperamento de seu filho. Durante esta turnê, Luís foi nomeado Delfim por Carlos, como é tradicional para o filho mais velho do rei. 
Ela tinha um relacionamento tenso com o marido, o futuro rei da França, principalmente por causa do ódio de Luís ao pai. Carlos VII ordenou o casamento, e Margarida frequentemente apoiou o rei contra o marido. Dizem que ela usava um espartilho fortemente amarrado por causa do medo de engravidar, comia maçãs verdes e bebia vinagre de maçã. Seu casamento infeliz promoveu sua depressão, assim como as fofocas sobre ela dos apoiadores de Luís.

## Morte

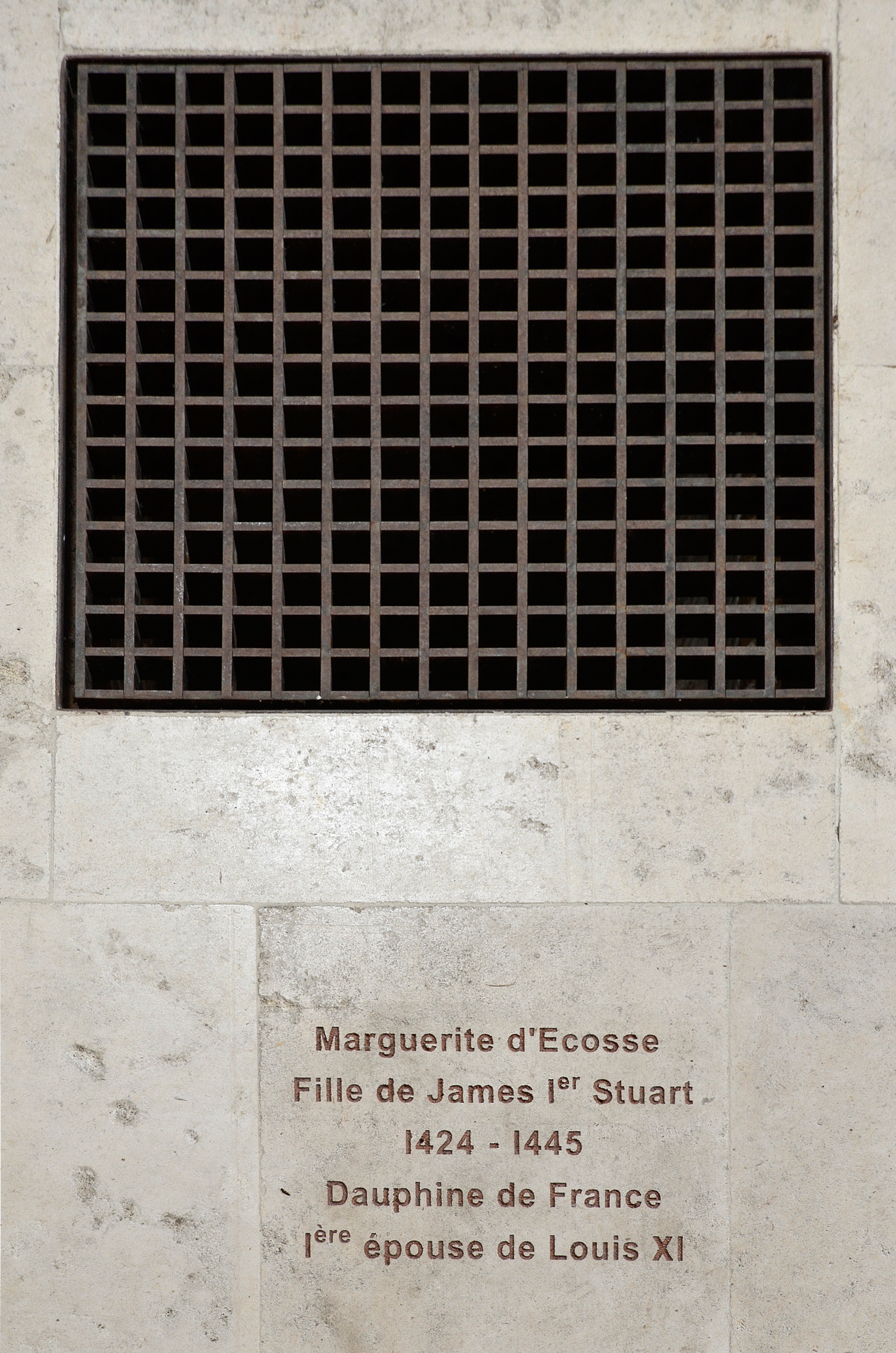
Túmulo de Margarida da Escócia na igreja de Saint-Laon.

Em 16 de agosto de 1445, entre 22h e 23h, ela morreu em Châlons-en-Champagne, Marne (departamento), França, aos 20 anos. No sábado, 7 de agosto, ela e suas damas haviam se juntado à corte em uma curta peregrinação. Fazia muito calor e, quando voltou, despiu-se em sua câmara de pedra. Na manhã seguinte, ela estava com febre, o médico diagnosticou a inflamação dos pulmões. Suas últimas palavras, em resposta ao desejo de outras pessoas de despertar e viver, foram supostamente "Viva a vida! Não fale mais comigo".
Ela foi enterrada na igreja de Saint-Laon em Thouars, no departamento de Deux-Sèvres, na França.
Cinco anos e meio após sua morte, seu marido casou-se com Carlota de Saboia, com quem teve três filhos sobreviventes: Carlos VIII de França e duas filhas, Ana de França e Joana.
Margarida também é famosa pela lenda de que ela foi beijada ou quase beijada pelo poeta Alain Chartier enquanto dormia em seus próprios quartos (outra variante dessa lenda tem Ana, Duquesa da Bretanha como protagonista), apesar de sua idade e localização no momento da morte de Chartier, teria tornado isso impossível.